# Famille von Nicolay
Pour les articles homonymes, voir Nicolay.
La famille von Nicolay (en russe : Николаи) est une famille, aujourd'hui éteinte, de la noblesse russe et finlandaise, à ne pas confondre avec la famille française Nicolaï. Sa devise est: « sustine et abstine ».

## Histoire

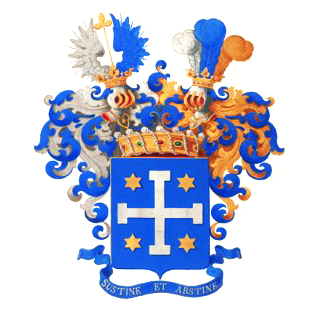
Blason de la famille Nicolay

Famille d'origine suédoise qui s'établit, dans les années 1500, à Lübeck en Allemagne avant d'émigrer au XVIIe siècle à Strasbourg, son membre le plus illustre est Ludwig Heinrich von Nicolay (1737-1820), poète, ami de Diderot et précepteur de l'empereur Paul Ier de Russie qui fut anobli par l'empereur Joseph II en 1782. Il reçut de Paul Ier le titre de baron du Saint Empire. En 1788, il acheta au duc de Württemberg le domaine de Monrepos (en russe : Монрепо) qui restera la propriété familiale des Nicolay jusqu'en 1942. Il aménagea le parc selon une inspiration romantique.

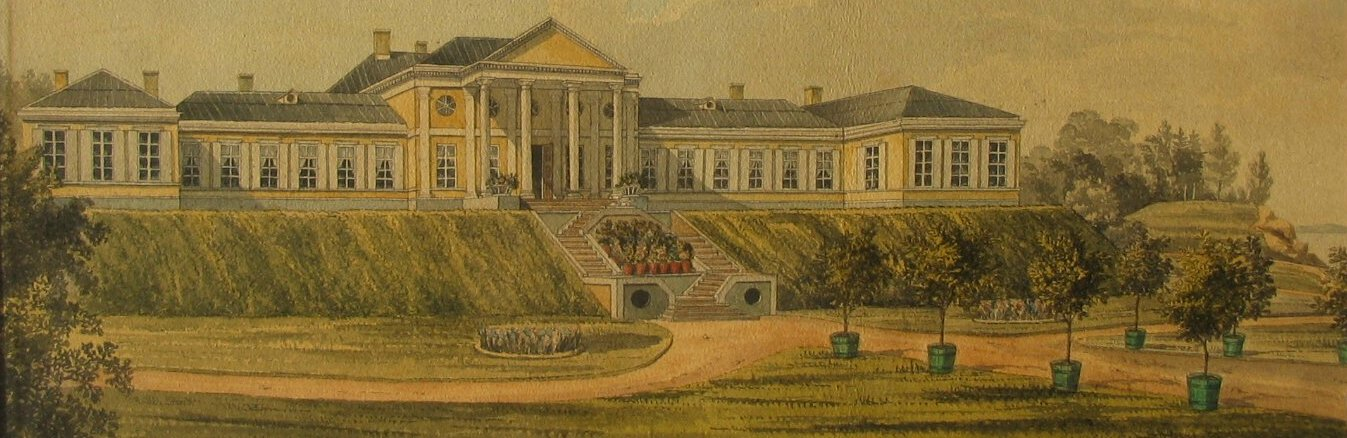
Monrepos vers 1830

## Généalogie
- Ludwig Christoph Nicolay (1707-1763), référendaire aux archives de Strasbourg, membre du Conseil des XIII (1759-1763) et administrateur de la cité libre impériale, marié à Sophie-Charlotte Faber (1720-1746), dont:
- Ludwig Heinrich von Nicolay (1737-1820), poète, dramaturge, précepteur et secrétaire particulier de l'empereur Paul Ier et président de l'Académie impériale des sciences de Saint-Pétersbourg, marié à Johanna Margareta Poggenpohl (1738-1820), dont:
  - Paul von Nicolay (1777-1866), diplomate russe, marié à Alexandrine Simplicie, princesse de Broglie-Revel (1787-1824), dont:
    - Marie Louise Simplicie Pauline von Nicolay (1812-1877), mariée au général Pierre Herman Baranov (1799-1871).
    - Octavie Jeanne Catherine von Nicolay (1813-1896), mariée au général Alexandre Nicolaievitch Sutthoff (1799-1874).
    - Alexandrine Henriette Catherine von Nicolay (1814-1886) marié au général Adrien Gabriel Gaudin de Villaine (1800-1876).
    - Nikolai Armand Mikael von Nicolay (1818-1869), diplomate russe, marié à la baronne Sofia Elisabeth von Meyendorff (1835-1910), dont:
      - Paul Ernst Georg von Nicolay (1860-1919), fondateur du Mouvement chrétien des étudiants russes, pasteur de l'Église évangélique luthérienne, membre de la Société biblique russe, et l'un des organisateurs de l'Alliance évangélique russe.

    - Louis Ernst von Nicolay (1820-1891), général russe ayant participé à la guerre du Caucase avant de se convertir au catholicisme et d'entrer dans les ordres à la Grande Chartreuse.
    - Alexandre Pavlovitch von Nicolay (1821-1899), ministre de l'éducation de l'empire russe (1881-1882), marié à la princesse Sofia Alexandrovna Chavchavadze (1833-1862).
    - Simplicie Louise Pauline von Nicolay (1824- ), religieuse, fondatrice de la communauté de la Sainte Famille de la Délivrande à Douvres-la-Délivrande dans le Calvados.